# Contágio emocional
Contágio emocional é uma forma de contágio social que envolve a disseminação espontânea de emoções e comportamentos relacionados. Essa convergência emocional pode acontecer de uma pessoa para outra ou em um grupo maior. As emoções podem ser compartilhadas entre indivíduos de muitas maneiras, tanto implícita quanto explicitamente. Por exemplo, descobriu-se que o raciocínio consciente, a análise e a imaginação contribuem para o fenómeno. O comportamento foi encontrado em humanos, outros primatas, cães e galinhas.
O contágio emocional é importante para os relacionamentos pessoais porque promove a sincronia emocional entre os indivíduos. Uma definição mais ampla do fenômeno sugerida por Schoenewolf é "um processo no qual uma pessoa ou grupo influencia as emoções ou o comportamento de outra pessoa ou grupo por meio da indução consciente ou inconsciente de estados emocionais e atitudes comportamentais". Uma visão desenvolvida por Elaine Hatfield, et al., é que isso pode ser feito por meio de imitação automática e sincronização das expressões, vocalizações, posturas e movimentos de uma pessoa com os de outra pessoa. Quando as pessoas refletem inconscientemente as expressões de emoção dos seus companheiros, elas passam a sentir reflexos das emoções desses companheiros.
Em um artigo de 1993, os psicólogos Elaine Hatfield, John Cacioppo e Richard Rapson definem o contágio emocional como "a tendência de imitar e sincronizar automaticamente expressões, vocalizações, posturas e movimentos com os de outra pessoa e, consequentemente, convergir emocionalmente".:96
Hatfield et al. teorizam o contágio emocional como um processo de duas etapas: primeiro, imitamos as pessoas (por exemplo, se alguém sorri para você, você sorri de volta). Em segundo lugar, nossas próprias experiências emocionais mudam com base nos sinais não verbais de emoção que emitimos. Por exemplo, sorrir faz com que a pessoa se sinta mais feliz, e franzir a testa faz com que a pessoa se sinta pior.